# 石鼓洲

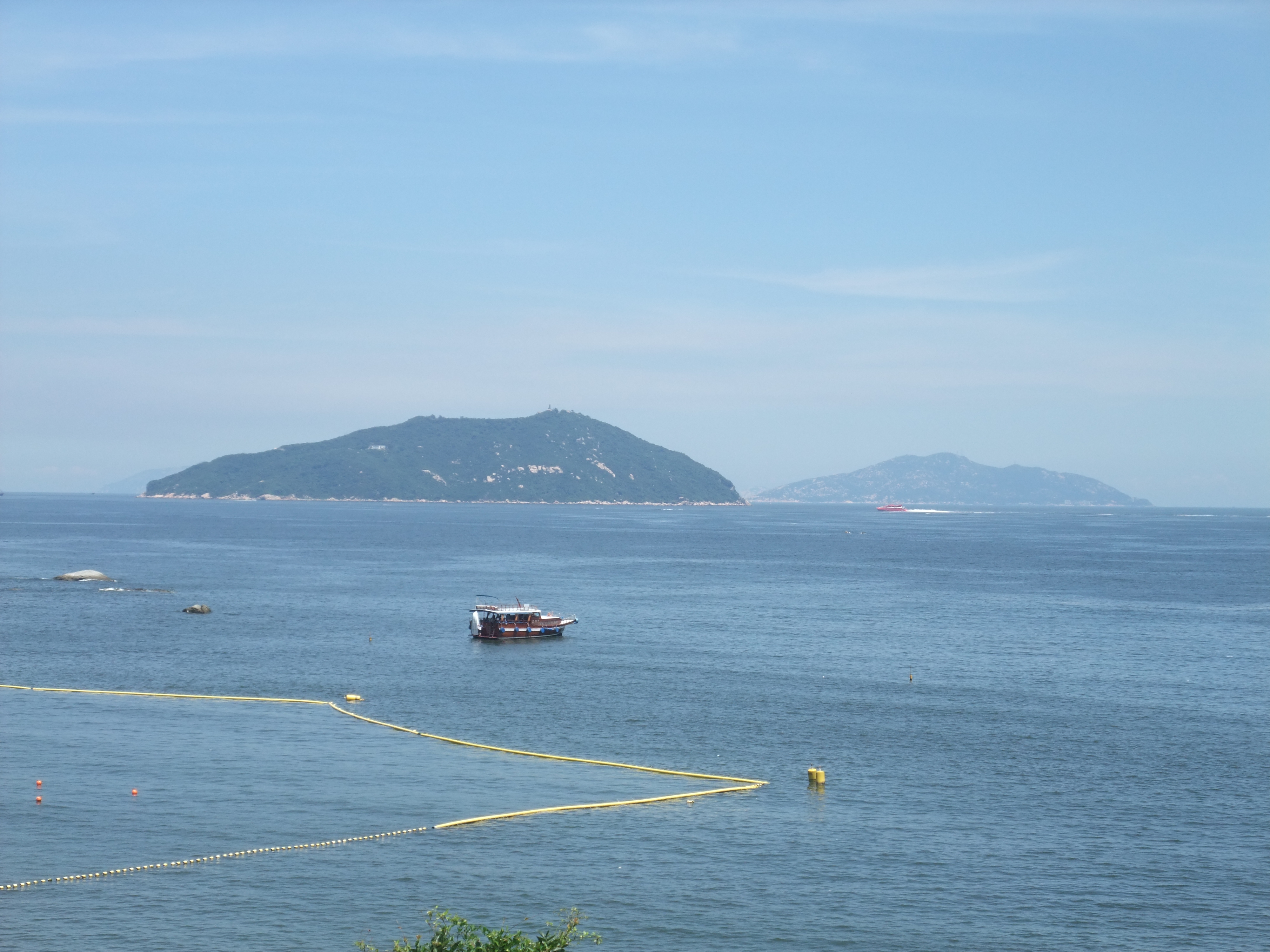
從長沙眺望石鼓洲（左）和外伶仃島（右）

石鼓洲（英語：Shek Kwu Chau，舊譯）是一個香港島嶼，位於大嶼山芝麻灣半島以南，茶果洲以東，長洲以西，行政上屬於離島區。

## 島上建築
石鼓洲上有一座香港戒毒會住院式戒毒治療中心，名為石鼓洲康復院，1963年4月23日開幕，是全香港最大的戒毒治療中心，為不同年齡的男性自願戒毒者提供治療和康復的服務。1999年起，每年11月石鼓洲康復院均舉行開放日，吸引學校或社團到島上參觀，宣傳及推廣禁毒教育。儘管如此，石鼓洲仍是禁區，要到達島上，必須先向戒毒會申請才能獲准前往。
石鼓洲上水源缺乏，戒毒會自建仿羅馬式水池儲水庫，儲水庫四周的長廊及圓柱拱門，除儲水的功能外，更具觀賞價值。儲水庫足夠整年大部份用水需要。但旱季時仍有不足的情況，便需向長洲購買食水。石鼓洲善用可再生能源，建有風力發電機組和太陽能發電機組，亦有一組自動運行的小型氣象站。
英國威爾斯王妃戴安娜曾於1995年到訪石鼓洲，島上有一座名為「戴妃樓」的牌樓紀念她。除此之外島上還有多間廟宇，例如有觀音廟、天后廟、關帝廟、玉佛廟、魯班廟、天主教教堂和基督教堂。同時為了激勵吸毒者戒毒的決心，島上設有林則徐亭。

## 交通
因石鼓洲是禁區，所以沒有街渡前往，若要前往，必須先申請禁區紙，最好也要致電石鼓洲康復院通知，然後在長洲包船前往。

## 焚化爐與綜合廢物處理設施
為解決香港堆填區日益爆滿的問題，政府曾計劃在屯門曾咀興建垃圾焚化爐；對岸的深圳表達憂慮，當地居民亦反對。最終改於石鼓洲南部海域填海，建設有關設施，並命名為源．島I-PARK。

### 更改土地用途
2012年1月17日，香港城規會討論在石鼓洲南部焚化爐選址更改土地用途，經過委員數小時的商量及討論後，同意在該區大可以興建綜合廢物處理設施，下一步提交予行政會議落實規劃大綱。焚化爐將附設回收設施及環境教育中心，每年可透過焚化產生4.8億度電，相當於10萬戶家庭使用量。加上日後會新增來往長洲至石鼓洲的航班，料每日會吸引450人到場參觀，帶動附近離島的旅遊消費經濟。不過邱騰華提出在石鼓洲興建垃圾焚化爐的計劃受挫，四名長洲及大嶼山居民分別興訟，指環保署既是該項工程環境影響評估報告（環評報告）的申請人，又同時是環評報告的審批人，違反自己不應審批自己的法律原則，加上該份環評報告不合規定，要求高院推翻環評報告。法官聽取居民及環保署雙方律師陳詞後，決定受理居民的司法覆核申請，將案排期於11月14日進行為期3日的聆訊。法官區慶祥在2013年7月26日頒布判詞，認為申請人提出的8項司法覆核理據全部不能成立，故此拒絕其申請，並且下令代表他的法援署支付答辯人環保署及城規會的訟費。其中一位申請人梁翰偉表示因為事件關乎市民的生命及健康，一定要爭取到底，他會與律師研究上訴理據。2015年1月13日，上訴庭接納案件涉及重大和影響廣泛的法律觀點，加上上訴庭3名法官僅以2比1多數駁回梁的上訴，故批准梁向終審法院進行終審上訴。

### 落實興建
2013年3月25日，環保署發表2012年年報，表示決定在毗鄰石鼓洲的人工島建造第一期焚化爐，期望於2020年投入服務；有關計劃將於於2013年至2014年年度向立法會申請撥款。2014年5月27日，立法會工務小組以14票贊成、6票反對，通過向立法會財務委員會建議，興建石鼓洲焚化爐款申請。2015年1月9日，立法會財委會經過10次會議後，在40票贊成，17票反對下，通過在石鼓洲興建垃圾焚化爐192億元的撥款申請。2017年9月9日，環境局副局長謝展寰表示，石鼓洲焚化爐正進行招標，預料快將完成，惟未能如期於2022年落成，須延期兩年至2024年完成。

### 公開招標
2017年11月30日，環境保護署公布經過公開招標程序後，「綜合廢物管理設施第一期」的設計、建造和營運（Design-Build-Operate）合約由吉寶西格斯及振華合資公司成功投得。批出合約價值約314億港元，包括設計與建造費預算180億港元，餘下為建成後15年合約營運期預算134億港元。設施第1期運作後估計每天可從最多200公噸的都市固體廢物中回收有用的資源。

## 外部連結
- 石鼓洲香港戒毒會之旅